# Blaskó János (festő)
Blaskó János Zoltán (Debrecen, 1919. április 14. – Budapest, 1988. március 11.) magyar festő. Blaskó János Munkácsy-díjas szobrász, Blaskó Péter Kossuth-díjas és Blaskó Balázs Jászai Mari-díjas színész édesapja.

## Pályafutása
Blaskó János takarékpénztári főkönyvelő és Tulogdy Ilona fiaként született. 1942-ben diplomázott a Magyar Képzőművészeti Főiskolán, mesterei Glatz Oszkár, Burghardt Rezső voltak. 1962-től az Egri Tanárképző Főiskola tanára volt, 1980 végéig vezette a rajz tanszéket. 1947-től műveit rendszeresen kiállította az országos és megyei tárlatokon.

## Kiállításai

### Egyéni kiállításai
- 1963 • SZOT-üdülő, Szilvásvárad
- 1967 • Gárdonyi Géza Színház, Eger • Fegyveres Erők Klubja, Gyöngyös • Fegyveres Erők Klubja, Verpelét • Magyar Hajó- és Darugyár Művelődési Otthona
- 1969 • Rudnay Terem, Eger
- 1974 • Művelődési Központ, Eger
- 1975 • Horváth E. Galéria, Balassagyarmat • Agrártudományi Egyetem, Debrecen
- 1977 • Műcsarnok, Budapest (gyűjt., kat.)
- 1984 • Ifjúsági Ház, Eger.

### Válogatott csoportos kiállításai
- 1951-től • Magyar Képzőművészeti kiállítások, Műcsarnok, Budapest
- 1959 • Országos Képzőművészeti Kiállítás, Herman Ottó Múzeum, Miskolc
- 1964 • Téli Tárlat, Csók Képtár, Székesfehérvár
- 1965 • Négy magyar festő kiállítása, G. Rotonda, Milánó
- 1968-tól • Országos Akvarell Biennále, Gárdonyi Géza Színház, Eger • Őszi Tárlat, Tornyai János Múzeum, Hódmezővásárhely
- 1970-től • Téli Tárlat, Miskolci Galéria
- 1971 • Nemzetközi Festészeti Biennále, Palazzo Strozzi, Firenze
- 1971-től • Tavaszi Tárlat, József Attila Művelődési Központ, Salgótarján
- 1973 • Nemzetközi Festészeti Biennále, Kassa
- 1977 • Festészet '77, Műcsarnok, Budapest
- 1979 • A hódmezővásárhelyi Őszi Tárlatok negyedszázados jubileuma alkalmából rendezett retrospektív kiállítás, Műcsarnok, Budapest
- 1981 • A Magyar Képzőművészek és Iparművészek Szövetsége kiállítása, Budapesti Történeti Múzeum, Budapest
- 1984 • Országos Képzőművészeti Kiállítás '84, Műcsarnok, Budapest
- 1988 • Tavaszi Tárlat, Magyar Képzőművészek és Iparművészek Szövetsége, Műcsarnok, Budapest.

## Díjai, elismerései
- 1973: Heves megye művészeti díja
- 1974: Akvarell Biennálé I. díj, Eger
- Salgótarjáni Városi Tanács díja
- 1977: Sorsforduló c. pályázat díja, Eger